# Bryan Stanyon
Bryan Stanyon (* 3. Juli 1941 in Leicester oder Stafford, England) ist ein britischer ehemaliger Schauspieler.

## Leben
Stanyon wuchs in einer theaterbegeisterten Familie auf und stand im Alter von zehn Jahren erstmals auf einer Theaterbühne. Nach dem Ende seiner Schulausbildung besuchte er die Royal Academy of Dramatic Art, wo er sein Studium 1960 erfolgreich abschloss. Er erhielt daraufhin einen mehrjährigen Vertrag mit einer Künstleragentur.
Mit 17 Jahren begann er seine Karriere als Hörspielsprecher bei der BBC, zwei Jahre später stand er unter der Regie von Trevor Nunn in der Titelrolle als Hamlet auf der Bühne. 1963 feierte er sein Broadwaydebüt; seine Auftritte in Semi-Detached im Music Box Theatre in Manhattan sollten jedoch seine einzigen am Broadway bleiben. Mitte der 1960er Jahre spielte er Gastrollen in einigen britischen Fernsehproduktionen. Seine Debüt auf der großen Leinwand hatte Stanyon 1967 an der Seite von James Mason und Geraldine Chaplin in der Georges-Simenon-Verfilmung Der Fremde im Haus, weitere Spielfilmrollen nahm er nicht wahr. Das jüngere britische Fernsehpublikum kannte ihn durch seine wiederkehrende Rolle als Professor Cawston in der Kinderserie The Tomorrow People.
Während eines Auftrittes in einer Produktion von Endstation Sehnsucht am Piccadilly Theatre in London stellte Stanyon fest, dass er sich nicht länger für die Schauspielerei begeisterte. Er kehrte daraufhin dem Showgeschäft den Rücken und begann als Sozialarbeiter zu arbeiten.

## Filmografie (Auswahl)

### Film
- 1967: Der Fremde im Haus (Stranger in the House)

### Fernsehen
- 1965: ITV Play of the Week
- 1965: Public Eye
- 1965: Thirty-Minute Theatre
- 1972: Six Days of Justice
- 1972: Ein Fall für Scotland Yard (New Scotland Yard)
- 1974–1975: The Tomorrow People

## Broadway
- 1963: Semi-Detached